# Tagoat
Tagoat är en ort i republiken Irland.   Den ligger i grevskapet Loch Garman och provinsen Leinster, i den sydöstra delen av landet, 120 km söder om huvudstaden Dublin. Tagoat ligger 25 meter över havet och antalet invånare är 466.
Terrängen runt Tagoat är mycket platt. Havet är nära Tagoat åt nordost.  Närmaste större samhälle är Wexford, 11,4 km nordväst om Tagoat. 